# Richard Harmon
Richard Scott Harmon (* 18. srpna 1991, Mississauga, Ontario, Kanada) je kanadský herec. Nejznámější je v roli Johna Murphyho v seriálu stanice CW The 100. Harmon je také známý jako Jasper Ames v The Killing a Julian Randol v Continuum. Filmoví kritikové jej ocenili za roli ve filmu Kdybych měl křídla.

## Životopis
Richard Harmon se narodil 18. září 1991 ve městě Mississauga v kanadském Ontariu. Jeho rodiči jsou režisér Allan Harmon a producentka Cynde Harmon. Je bratrem herečky Jessicy Harmon. Svou kariéru začal v roce 2002 v televizním seriálu Jeremiah.

## Osobní život
Richard je fanouškem amerického fotbalu, obzvlášť fotbalového týmu Notre Dame Fighting Irish. Také je fanouškem televizního seriálu Spongebob v kalhotách, Boba Dylana a Rolling Stones. Je zastáncem LGBT práv a považuje se za feministu. od roku 2019 chodí s herečkou a kolegyní z The 100 Rhiannon Fish.

## Filmografie

### Film
| Rok  | Název                            | Role            | Poznámky            |
| ---- | -------------------------------- | --------------- | ------------------- |
| 2005 | Škola života                     | Timmy           | TV film             |
| 2005 | Painkiller Jane                  | Squeak          | TV film             |
| 2007 | Tlustá jako já                   | Kyle            | TV film             |
| 2007 | Halloweenská noc                 | upíří dítě      |                     |
| 2008 | Left Coast                       |                 | TV film             |
| 2008 | The Ambassador                   | Andy            | krátkometrážní film |
| 2009 | Wolf Canyon                      | stážista        | TV film             |
| 2010 | The Cult                         | Lucas           | TV film             |
| 2010 | Percy Jackson: Zloděj blesku     | chytré dítě     |                     |
| 2010 | Dear Mr. Gacy                    | oběť            |                     |
| 2010 | Triple Dog                       | Stephan         |                     |
| 2011 | Time After Time                  | Ricky           | TV film             |
| 2011 | Judas Kiss                       | Danny Reyes Jr. |                     |
| 2012 | Rufus                            | Clay            |                     |
| 2012 | The Pregnancy Project            | Aaron           | TV film             |
| 2012 | Skoro dospělá                    | špatný kluk     |                     |
| 2012 | Grave Encounters 2               | Alex Wright     |                     |
| 2012 | The Wishing Tree                 | Andrew Breen    | TV film             |
| 2013 | One Foot In Hell                 | Cory            | TV film             |
| 2013 | Forever 16                       | Jared           | TV film             |
| 2013 | Evangeline                       | Konnor          |                     |
| 2013 | Legenda o vraždícím strašákovi   | Tyler           | TV film             |
| 2013 | Kdybych měl křídla               | Alex Taylor     |                     |
| 2014 | Krutý a výjimečný                | William         |                     |
| 2014 | Ledová zkáza                     | Tim Ratchet     | TV film             |
| 2015 | Věčně mladá                      | Tony            |                     |
| 2015 | Her Own Justice                  | Seth Durand     | TV film             |
| 2015 | The Hollow                       |                 | TV film             |
| 2015 | Zaprášená tajemství: Pokoj smrti |                 | TV film             |
| 2017 | Prodigals                        | svědek          |                     |
| 2018 | Crypto                           | Jake            |                     |
| 2018 | I Still See You                  | Kirk Lane       |                     |
| 2019 | The Clinic                       | Reid            |                     |
| 2019 | Woodland                         | Jake            |                     |

### Televize
| Rok       | Název                | Role               | Poznámky                                                |
| --------- | -------------------- | ------------------ | ------------------------------------------------------- |
| 2003      | Jeremiah             | Madison            | díl: „The Mysterious Mister Smith“                      |
| 2006      | Medium               | Stephen Cambell    | díl: „The Boy Next Door“                                |
| 2006      | Da Vinci's City Hall | Andrew             | 2 díly                                                  |
| 2007      | Flash Gordon         | Tee-Jayovo kamarád | díl: „Ascension“                                        |
| 2007      | Mimoni v Americe     | druhák             | díl: „Školní žertík“                                    |
| 2009      | Smallville           | závislý puberťák   | díl: „Turbulence“                                       |
| 2010      | Caprica              | Tad/Heracles       | 2 díly                                                  |
| 2010      | Riese                | prototyp           | limitovaná série, 4 díly                                |
| 2010      | Hranice nemožného    | teenager           | díl: „Bílý tulipán“                                     |
| 2010      | Dvojí identita       | Trevor Stanwood    | díl: „Svištění ran“                                     |
| 2010      | Tower Prep           | Ray                | 6 dílů                                                  |
| 2011      | Clue                 | Andrew             | díl: „School for Conspiracy“                            |
| 2011      | Hodina duchů         | Bobby/Caleb        | 2 díly                                                  |
| 2011–2012 | The Killing          | Jasper Ames        | 6 dílů                                                  |
| 2012      | Tajemství kruhu      | Ian                | 2 díly                                                  |
| 2012–2015 | Continuum            | Julian Randol      | vedlejší role,                                          |
| 2013–2014 | Batesův motel        | Richard Sylmore    | 4 díly                                                  |
| 2013      | Darebák              | Lee                | 2 díly                                                  |
| 2014–2020 | The 100              | John Murphy        | vedlejší role (1.–2. řada), hlavní role (3. řada–dosud) |
| 2014      | Intruders            | Bix                | díl: „There Is No End“                                  |
| 2015      | Kriminálka Las Vegas | Kyle Jessup        | díl: „Merchants of Menace“                              |
| 2015      | Garage Sale Mystery  | William Carson     | díl: „The Deadly Room“                                  |

## Ocenění a nominace
| Rok  | Ocenění                | Kategorie                                             | Nominovaný za                    | Výsledek  |
| ---- | ---------------------- | ----------------------------------------------------- | -------------------------------- | --------- |
| 2012 | Leo Awards             | nejlepší mladý herec: dětský program/seriál           | Hodina duchů                     | vítězství |
| 2013 | Leo Awards             | nejlepší seriálový herec ve vedlejší roli: drama      | Continuum                        | vítězství |
| 2014 | Leo Awards             | nejlepší filmový herec v hlavní roli: drama           | Kdybych měl křídla               | nominace  |
| 2015 | Canadian Screen Awards | nejlepší herec: dětský program/seriál                 | Kdybych měl křídla               | nominace  |
| 2015 | Leo Awards             | nejlepší seriálový herec v hostující roli: drama      | The 100                          | nominace  |
| 2016 | Leo Awards             | nejlepší filmový herec v hlavní roli (televizní film) | Zaprášená tajemství: Pokoj smrti | nominace  |
| 2017 | UBCP Awards            | nejlepší herec                                        | The 100                          | nominace  |
| 2018 | Leo Awards             | nejlepší seriálový herec ve vedlejší roli: drama      | The 100                          | nominace  |